# Heat (Kelly Clarkson)
Heat è un singolo della cantante statunitense Kelly Clarkson, pubblicato il 27 giugno 2018 come quarto estratto dall'ottavo album in studio Meaning of Life.

## Descrizione
Heat è stato originariamente scritto dal duo di produzione The Monarch e Michael Pollack per l'album di debutto di Clarkson con l'Atlantic Records. La versione finale del brano è co-scritta e co-prodotta da Mick Schultz con la collaborazione di Michael Pollack, Jessica Ashley Karpov (Harlœ) e Jesse Shatkin. Una canzone soul con un ritmo rilassante, che la Clarkson ha descritto come "la spiegazione del pieno impegno in una relazione stabile".

## Accoglienza
Heat ha ricevuto un riscontro positivo dalla critica musicale con l'uscita di Meaning of Life. Mike Wass di Idolator ha definito il brano "la migliore canzone dell'album", mentre Shaun Kitchener del Daily Express ha elogiato la pura e semplice fiducia che Clarkson esprime nel brano nei confronti dell'amore. Il recensore della rivista The Observer, Michael Cragg ha descritto la canzone come una "visioone della pura gioia".

## Tracce
Testi di Andre Davidson, Sean Davidson, Mick Schultz, Jessica Ashley Karpov, Michael Pollack, musiche di Mick Schultz, The Monarch.
1. Heat – 3:31

## Classifiche
| Classifica (2018)              | Posizione massima |
| ------------------------------ | ----------------- |
| Canada Adult Contemporary      | 40                |
| Stati Uniti Adult Contemporary | 28                |
| Stati Uniti Dance Club         | 1                 |